# Conte di Brentford

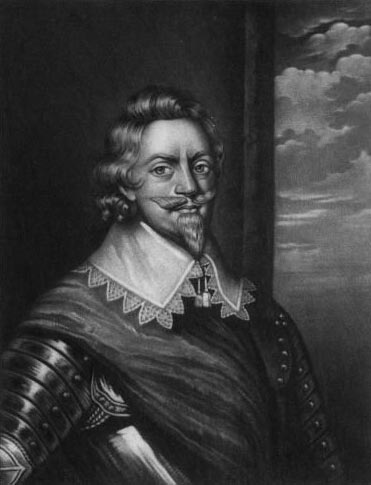
Ritratto di William Pulteney

Conte di Brentford fu un titolo nobiliare creato due volte nel Regno d'Inghilterra.
Venne creato la prima volta nel 1644, quando il soldato e diplomatico scozzese Patrick Ruthven, primo conte di Forth, assunse il titolo, poi estintosi alla sua morte nel 1651.
La seconda creazione della contea di Brentford avvenne nel 1689 a favore di Frederick Schomberg, creato anche Duca di Schomberg.

## Elenco dei Conti di Brentford della prima creazione
- Patrick Ruthven, I conte di Brentford (1573-1651)

## Elenco dei Conti di Brentford della seconda creazione
- Friedrich von Schomberg, I duca di Schomberg (1615-1690)
- Charles Schomberg, II duca di Schomberg (1645-1693)
- Meinhard von Schomberg, III duca di Schomberg (1641-1719)